# 南栄 (企業)
株式会社南栄は、日本製紙グループの山林事業およびチップ製造事業を手がける。

## 営業所・工場
- 砥用工場 （熊本県下益城郡美里町栗崎142）
- 深田工場・球磨リサイクル一般廃棄物・産業廃棄物受付（熊本県球磨郡あさぎり町深田東1-11）
- 外港工場（熊本県八代市新港町2丁目6）
- 外港第二工場（熊本県八代市新港町1丁目3-16）
- 志布志工場（鹿児島県志布志市志布志町帖3734）
- 小国工場（熊本県阿蘇郡小国町黒渕1880）
- 八代リサイクル 一般廃棄物・産業廃棄物受付（熊本県八代市新港町2丁目4-11）
- おが粉工場（熊本県球磨郡多良木町大字多良木8772-40）